# 親衛隊第38師
親衛隊第38師「尼伯龍根」（德語：38. SS-Grenadier-Division "Nibelungen"）是二战時納粹德国武装党卫队中的一个步兵师。该师组建于1945年4月，是武装党卫队在战争期间组建的最后一个师。1945年5月8日，親衛隊第38師在温克尔地区赖特向美军投降。